# Krøderen
Krøderen is een plaats in de Noorse gemeente Krødsherad, provincie Buskerud. Krøderen telt 521 inwoners (2007) en heeft een oppervlakte van 0,77 km².
De plaats ligt aan het gelijknamige meer.